# Richard Goleszowski

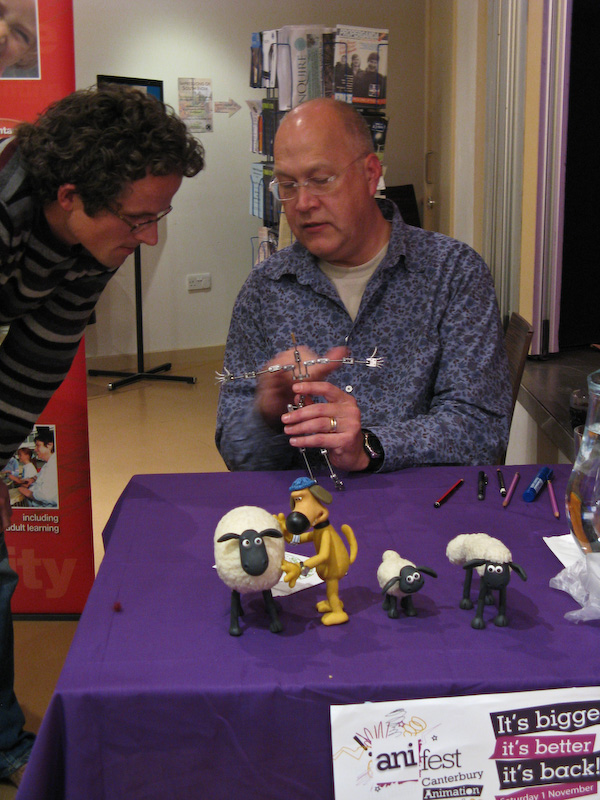
Richard Goleszowski (2008)

Richard Goleszowski (* 1959 in der Grafschaft Suffolk, England), bekannt als Richard Starzak, ist ein englischer Trickfilmer und Animateur.

## Leben
Goleszowski wuchs in Ipswich in der Grafschaft Suffolk auf. Er schloss die Northgate Grammar School ab und studierte danach das Fach Kunst an der Universität Exeter. Nach seinem Abschluss dort ging er nach einigen Versuchen im Bereich der Animation und einer Nebentätigkeit als Discjockey Anfang der 1980er Jahre zur englischen Trickfilmfima Aardman Animation. In den folgenden neun Jahren arbeitete er bei verschiedenen Kurzfilmen und Werbefilmen mit. Zu den letzteren gehören z. B. ein Film zu dem Hit Sledgehammer von Peter Gabriel. Danach machte er 1989 seinen ersten eigenen Film Ident und zwei Pilotfilme zu Rex the Runt. Er machte weiterhin Werbefilme für verschiedene europäische und britische Firmen wie Domestos, Grolsch, Cadbury und die Süßwaren Weetos und Maltesers.
1992 verließ Goleszowski Aardman Animation, ging als Production Advisor nach Neuseeland für Oscar and Friends und schrieb die Drehbücher für 13 Folgen von Rex the Runt, bei denen er auch Regie führte. Nach diesem preisgekrönten Erfolg für BBC2 führte er Regie für die Trickfilm-Abteilung des BBC bei dem noch erfolgreichen Film Robbie the Reindeer. Bei der nächsten Staffel von Rex the Runt war er Executive Producer. 2002 produzierte er Hooves of Fire und seit 2003 führte er bei zwei Staffeln der Serie Creature Comforts für ITV Regie. Diese Serie beruht auf dem mit einem Oscar ausgezeichneten, gleichnamigen Kurzfilm von Nick Park.
Zur gleichen Zeit begann Goleszowski für Aardman Animation mit den in Knetanimation hergestellten Kinderfilmen um Shaun das Schaf, die auch in Deutschland im KIKA und in der ARD Sendung mit der Maus gesendet werden. Für Shaun das Schaf führte er zu Anfang die Regie und schrieb die Drehbücher für einige Folgen.
2015 schrieb er zusammen mit Mark Burton das Drehbuch für den Spielfilm Shaun das Schaf – Der Film.
Seit 2005 ist Goleszowski bei Aardman Animations als Creative Director für die Rundfunk- und Entwicklungsarbeit angestellt. Er hat zwei Kinder.

## Preise und Auszeichnungen
- 2000: Carlton Award für Internationale Animation bei The Indies in Lissabon für Rex the Runt.
- 2000: British Academy of Film and Television Arts (BAFTA) für Robbie the Reindeer.
- 2002: Award for the Best TV Special beim 3rd International Festival of Animated Feature Films and TV Specials für Hooves of Fire